# Steve Stivers
Stephen Ernst Stivers, detto Steve (Ripley, 24 marzo 1965), è un politico e generale statunitense, membro della Camera dei Rappresentanti per lo stato dell'Ohio.

## Biografia
Dopo gli studi all'Università statale dell'Ohio Stivers si arruolò nella Guardia Nazionale e servì come riservista per molti anni, raggiungendo il grado di tenente colonnello.
Nel 2003 si candidò alla legislatura statale dell'Ohio come membro del Partito Repubblicano e vinse un seggio, che gli venne poi riconfermato l'anno seguente.
Nel 2004 venne chiamato al fronte e prestò servizio come comandante di battaglione in varie zone di guerra come l'Iraq e il Kuwait. Per le operazioni a cui prese parte, Stivers venne insignito di varie onorificenze fra cui la Bronze Star Medal.
Al rientro Stivers tornò al suo incarico politico, che lasciò nel 2008 per concorrere alla Camera dei Rappresentanti, in sostituzione della deputata Deborah Pryce che aveva scelto di andare in pensione. Stivers si aggiudicò la nomination repubblicana ma nelle elezioni generali fu sconfitto per meno di un punto percentuale dall'avversaria democratica Mary Jo Kilroy. Due anni dopo Stivers sfidò nuovamente la Kilroy e questa volta prevalse con un largo margine di scarto, venendo eletto deputato. Fu poi riconfermato nelle elezioni successive.
Il 16 maggio 2021 si dimette dal suo posto alla Camera dei Rappresentanti per diventare CEO e presidente della Camera di Commercio dell'Ohio.